# Tata Steel 2021
Il Tata Steel Chess Tournament 2021 è stata l'83ª edizione del Torneo di scacchi di Wijk aan Zee, che si è svolto dal 15 al 31 gennaio del 2021. È stato vinto dal Grande Maestro olandese Jorden van Foreest, che si è aggiudicato lo spareggio contro il connazionale Anish Giri.
Il torneo non veniva vinto da un giocatore di casa dalla vittoria nel 1985 di Jan Timman. Il campione uscente era Fabiano Caruana, mentre per van Foreest è stata la prima vittoria del torneo. Da quando il torneo è organizzato dalla compagnia indiana Tata Steel, l'olandese è stato anche il primo campione a non appartenere alla categoria informale di Super GM.

## Storia
Escluso il torneo dei candidati 2020, interrotto alla fine del girone di andata nel marzo 2020, il Tata Steel è stato il secondo torneo internazionale, dopo il Norway Chess del 2020, a disputarsi a tavolino dall'inizio della pandemia di COVID-19. Il torneo si disputò senza la presenza del pubblico in sala e privo di altri eventi di contorno che di solito lo caratterizzano. Diviso di solito in due categorie d'elite e una serie di tornei "amatoriali", nel 2021 si tenne soltanto il torneo di prima fascia, chiamato "Masters".

## Formula
Il torneo Masters prevedeva un solo girone di round robin tra 14 partecipanti per un totale di 13 turni. Il primo classificato al completamento dei turni sarebbe stato dichiarato il vincitore dell'edizione 2021 del Tata Steel. La cadenza di gioco era di 100 minuti per le prime 40 mosse, 50 minuti per le successive 20, 15 minuti per le mosse rimanenti, 30 secondi di abbuono per ogni mossa a partire dalla prima.
In caso di parità in vetta alla classifica, i primi due classificati avrebbero disputato uno spareggio blitz di due partite, in caso di ulteriore parità si sarebbe deciso tutto nella partita Armageddon. Nell'eventualità che più di due giocatori si fossero classificati al primo posto a pari merito, per determinare i due giocatori che si sarebbero contestati il torneo agli spareggi, l'organizzazione aveva stabilito i seguenti criteri:
1. La classifica avulsa (gli scontri diretti tra i pari merito)
2. Il punteggio Sonnenborn-Berger
3. I giocatori che hanno disputato più partite con il nero
4. Estrazione a sorte

Lo spareggio sarebbe iniziato alle 18.30 del giorno dell'ultimo turno, il 31 gennaio 2021.

## Partecipanti
A causa del COVID-19 i possibili partecipanti con residenza al di fuori dell'Europa occidentale dovettero rinunciare. Uno dei grandi maestri invitati, Daniil Dubov, fu costretto a dare forfait a pochi giorni dall'inizio del torneo, dopo essere stato a stretto contatto con un contagiato. Al suo posto fu invitato il Grande maestro tedesco Alexander Donchenko. Il giovane grande maestro russo era molto atteso dopo aver battuto l'allora Campione del mondo Magnus Carlsen durante il torneo dell'Airthings Masters.
Quattro dei quattordici iscritti erano alla loro prima partecipazione nella categoria Masters: lo spagnolo David Anton Guijarro, che nel 2020 aveva vinto il torneo di categoria Challengers; il diciottenne russo Andrej Esipenko, secondo al Challengers nel 2020; lo svedese Nils Grandelius, uno dei secondi di Carlsen e partecipante abituale del Challengers; il secondo del ranking norvegese Aryan Tari.
| R.   | Giocatore              | Elo  |
| ---- | ---------------------- | ---- |
| 1°   | Magnus Carlsen         | 2862 |
| 2°   | Fabiano Caruana        | 2823 |
| 5°   | Maxime Vachier-Lagrave | 2784 |
| 11°  | Anish Giri             | 2764 |
| 18°  | Alireza Firouzja       | 2749 |
| 19°  | Jan-Krzysztof Duda     | 2743 |
| 22°  | Pentala Harikrishna    | 2732 |
| 37°  | Radosław Wojtaszek     | 2705 |
| 55°  | David Antón Guijarro   | 2679 |
| 60°  | Andrej Esipenko        | 2677 |
| 66°  | Jorden van Foreest     | 2671 |
| 71°  | Alexander Donchenko    | 2668 |
| 77°  | Nils Grandelius        | 2663 |
| 156° | Aryan Tari             | 2625 |

## Risultati
Il calendario prevedeva una giornata di riposo ogni tre turni.
| Turno 1 – 16 gennaio 2021 | Turno 1 – 16 gennaio 2021 | Turno 1 – 16 gennaio 2021 |
| ------------------------- | ------------------------- | ------------------------- |
| Pentala Harikrishna       | Maxime Vachier-Lagrave    | ½–½                       |
| Andrej Esipenko           | Jan-Krzysztof Duda        | ½–½                       |
| Nils Grandelius           | Alexander Donchenko       | 1-0                       |
| Fabiano Caruana           | Jorden van Foreest        | ½–½                       |
| Anish Giri                | Aryan Tari                | 1-0                       |
| Radoslaw Wojtaszek        | David Anton Guijarro      | ½–½                       |
| Magnus Carlsen            | Alireza Firoudja          | 1-0                       |

| Turno 3 – 18 gennaio 2021 | Turno 3 – 18 gennaio 2021 | Turno 3 – 18 gennaio 2021 |
| ------------------------- | ------------------------- | ------------------------- |
| Andrej Esipenko           | Maxime Vachier-Lagrave    | ½–½                       |
| Nils Grandelius           | Pentala Harikrishna       | 0-1                       |
| Fabiano Caruana           | Jan-Krzysztof Duda        | ½–½                       |
| Anish Grii                | Alexander Donchenko       | ½–½                       |
| Radoslaw Wojtaszek        | Jorden van Foreest        | ½–½                       |
| Magnus Carlsen            | Aryan Tari                | ½–½                       |
| Alireza Firoudja          | David Anton Guijarro      | 1-0                       |

| Turno 5 – 21 gennaio 2021 | Turno 5 – 21 gennaio 2021 | Turno 5 – 21 gennaio 2021 |
| ------------------------- | ------------------------- | ------------------------- |
| Nils Grandelius           | Maxime Vachier-Lagrave    | 1-0                       |
| Fabiano Caruana           | Andrej Esipenko           | ½-½                       |
| Anish Giri                | Pentala Harikrishna       | ½-½                       |
| Radoslaw Wojtaszek        | Jan-Krzysztof Duda        | ½–½                       |
| Magnus Carlsen            | Alexander Donchenko       | ½-½                       |
| Alireza Firouzja          | Jorden van Foreest        | ½–½                       |
| David Anton Guijarro      | Aryan Tari                | ½-½                       |

| Turno 7 – 23 gennaio 2021 | Turno 7 – 23 gennaio 2021 | Turno 7 – 23 gennaio 2021 |
| ------------------------- | ------------------------- | ------------------------- |
| Fabiano Caruana           | Maxime Vachier-Lagrave    | 1–0                       |
| Anish Giri                | Nils Grandelius           | 1-0                       |
| Radoslaw Wojtaszek        | Andrej Esipenko           | 0-1                       |
| Magnus Carlsen            | Pentala Harikrishna       | ½–½                       |
| Alireza Firouzja          | Jan-Krzysztof Duda        | 1-0                       |
| David Anton Guijarro      | Alexander Donchenko       | ½–½                       |
| Aryan Tari                | Jorden van Foreest        | 0-1                       |

| Turno 9 – 26 gennaio 2021 | Turno 9 – 26 gennaio 2021 | Turno 9 – 26 gennaio 2021 |
| ------------------------- | ------------------------- | ------------------------- |
| Anish Giri                | Maxime Vachier-Lagrave    | 1-0                       |
| Radoslaw Wojtaszek        | Fabiano Caruana           | 0-1                       |
| Magnus Carlsen            | Nils Grandelius           | 1-0                       |
| Alireza Firouzja          | Andrej Esipenko           | ½–½                       |
| David Anton Guijarro      | Pentala Harikrishna       | ½–½                       |
| Aryan Tari                | Jan-Krzysztof Duda        | ½–½                       |
| Jorden van Foreest        | Alexander Donchenko       | ½–½                       |

| Turno 11 – 29 gennaio 2021 | Turno 11 – 29 gennaio 2021 | Turno 11 – 29 gennaio 2021 |
| -------------------------- | -------------------------- | -------------------------- |
| Radoslaw Wojtaszek         | Maxime Vachier-Lagrave     | ½–½                        |
| Magnus Carlsen             | Anish Giri                 | ½–½                        |
| Alireza Firouzja           | Fabiano Caruana            | ½–½                        |
| David Anton Guijarro       | Nils Grandelius            | ½–½                        |
| Aryan Tari                 | Andrej Esipenko            | 1-0                        |
| Jorden van Foreest         | Pentala Harikrishna        | 1-0                        |
| Alexander Donchenko        | Jan-Krzysztof Duda         | ½–½                        |

| Turno 13 – 31 gennaio 2021 | Turno 13 – 31 gennaio 2021 | Turno 13 – 31 gennaio 2021 |
| -------------------------- | -------------------------- | -------------------------- |
| Magnus Carlsen             | Maxime Vachier-Lagrave     | 1-0                        |
| Alireza Firouzja           | Radoslaw Wojtaszek         | ½–½                        |
| David Anton Guijarro       | Anish Giri                 | ½–½                        |
| Aryan Tari                 | Fabiano Caruana            | ½–½                        |
| Jorden van Foreest         | Nils Grandelius            | 1-0                        |
| Alexander Donchenko        | Andrej Esipenko            | 0-1                        |
| Jan-Krzysztof Duda         | Pentala Harikrishna        | ½–½                        |

| Turno 2 – 17 gennaio 2021 | Turno 2 – 17 gennaio 2021 | Turno 2 – 17 gennaio 2021 |
| ------------------------- | ------------------------- | ------------------------- |
| Maxime Vachier-Lagrave    | Alireza Firoudja          | ½–½                       |
| David Anton Guijarro      | Magnus Carlsen            | ½–½                       |
| Jorden van Foreest        | Anish Giri                | ½–½                       |
| Aryan Tari                | Radoslaw Wojtaszek        | ½–½                       |
| Alexander Donchenko       | Fabiano Caruana           | 0-1                       |
| Jan-Krzysztof Duda        | Nils Grandelius           | 0-1                       |
| Pentala Harikrishna       | Andrej Esipenko           | ½–½                       |

| Turno 4 – 19 gennaio 2021 | Turno 4 – 19 gennaio 2021 | Turno 4 – 19 gennaio 2021 |
| ------------------------- | ------------------------- | ------------------------- |
| Maxime Vachier-Lagrave    | David Anton Guijarro      | ½–½                       |
| Aryan Tari                | Alireza Firouzja          | ½–½                       |
| Jorden van Foreest        | Magnus Carlsen            | ½–½                       |
| Alexander Donchenko       | Radoslaw Wojtaszek        | ½–½                       |
| Jan-Krzystof Duda         | Anish Giri                | ½-½                       |
| Pentala Harikrishna       | Fabiano Caruana           | ½–½                       |
| Andrej Esipenko           | Nils Grandelius           | ½-½                       |

| Turno 6 – 22 gennaio 2021 | Turno 6 – 22 gennaio 2021 | Turno 6 – 22 gennaio 2021 |
| ------------------------- | ------------------------- | ------------------------- |
| Maxime Vachier-Lagrave    | Aryan Tari                | ½–½                       |
| Jorden van Foreest        | David Anton Guijarro      | 1–0                       |
| Alexander Donchenko       | Alireza Firouzja          | 0-1                       |
| Jan-Krzysztof Duda        | Magnus Carlsen            | ½–½                       |
| Pentala Harikrishna       | Radoslaw Wojtaszek        | ½–½                       |
| Andrej Esipenko           | Anish Giri                | ½–½                       |
| Nils Grandelius           | Fabiano Caruana           | ½–½                       |

| Turno 8 – 24 gennaio 2021 | Turno 8 – 24 gennaio 2021 | Turno 8 – 24 gennaio 2021 |
| ------------------------- | ------------------------- | ------------------------- |
| Maxime Vachier-Lagrave    | Jorden van Foreest        | ½–½                       |
| Alexander Donchenko       | Aryan Tari                | ½–½                       |
| Jan-Krzysztof Duda        | David Anton Guijarro      | ½–½                       |
| Pentala Harikrishna       | Alireza Firouzja          | 0-1                       |
| Andrej Esipenko           | Magnus Carlsen            | 1-0                       |
| Nils Grandelius           | Radoslaw Wojtaszek        | ½–½                       |
| Fabian Caruana            | Anish Giri                | ½–½                       |

| Turno 10 – 27 gennaio 2021 | Turno 10 – 27 gennaio 2021 | Turno 10 – 27 gennaio 2021 |
| -------------------------- | -------------------------- | -------------------------- |
| Maxime Vachier-Lagrave     | Alexander Donchenko        | 1-0                        |
| Jan-Krzysztof Duda         | Jorden van Foreest         | ½–½                        |
| Pentala Harikrishna        | Aryan Tari                 | ½–½                        |
| Andrej Esipenko            | David Anton Guijarro       | 1-0                        |
| Nils Grandelius            | Alireza Firouzja           | ½–½                        |
| Fabiano Caruana            | Magnus Carlsen             | ½–½                        |
| Anish Giri                 | Radoslaw Wojtaszek         | 1-0                        |

| Turno 12 – 30 gennaio 2021 | Turno 12 – 30 gennaio 2021 | Turno 12 – 30 gennaio 2021 |
| -------------------------- | -------------------------- | -------------------------- |
| Maxime Vachier-Lagrave     | Jan-Krzysztof Duda         | ½–½                        |
| Pentala Harikrishna        | Alexander Donchenko        | 1-0                        |
| Andrej Esipenko            | Jorden van Foreest         | ½–½                        |
| Nils Grandelius            | Aryan Tari                 | ½–½                        |
| Fabiano Caruana            | David Anton Guijarro       | ½–½                        |
| Anish Giri                 | Alireza Firouzja           | ½–½                        |
| Radoslaw Wojtaszek         | Magnus Carlsen             | ½–½                        |

## Classifica finale
|    | Giocatore                        | Elo  | RP   | SB    | 1 | 2 | 3 | 4 | 5 | 6 | 7 | 8 | 9 | 10 | 11 | 12 | 13 | 14 | Totale |
| -- | -------------------------------- | ---- | ---- | ----- | - | - | - | - | - | - | - | - | - | -- | -- | -- | -- | -- | ------ |
| 1  | Jorden van Foreest (Paesi Bassi) | 2671 | 2839 | 53    |   | ½ | ½ | ½ | ½ | ½ | 1 | 1 | 1 | ½  | 1  | ½  | ½  | ½  | 8½     |
| 2  | Anish Giri (Paesi Bassi)         | 2764 | 2832 | 52,25 | ½ |   | ½ | ½ | ½ | ½ | ½ | 1 | 1 | ½  | ½  | 1  | 1  | ½  | 8½     |
| 3  | Andrey Esipenko (Russia)         | 2677 | 2815 | 49    | ½ | ½ |   | ½ | ½ | 1 | ½ | 0 | ½ | ½  | 1  | 1  | ½  | 1  | 8      |
| 4  | Fabiano Caruana (Stati Uniti)    | 2823 | 2804 | 48,25 | ½ | ½ | ½ |   | ½ | ½ | ½ | ½ | ½ | ½  | ½  | 1  | 1  | 1  | 8      |
| 5  | (FIDE) Alireza Firouzja          | 2749 | 2810 | 48    | ½ | ½ | ½ | ½ |   | 0 | 1 | ½ | ½ | 1  | 1  | ½  | ½  | 1  | 8      |
| 6  | Magnus Carlsen (Norvegia)        | 2862 | 2771 | 47,25 | ½ | ½ | 0 | ½ | 1 |   | ½ | ½ | 1 | ½  | ½  | ½  | 1  | ½  | 7½     |
| 7  | Pentala Harikrishna (India)      | 2732 | 2724 | 38,75 | 0 | ½ | ½ | ½ | 0 | ½ |   | ½ | 1 | ½  | ½  | ½  | ½  | 1  | 6½     |
| 8  | Aryan Tari (Norvegia)            | 2625 | 2703 | 38    | 0 | 0 | 1 | ½ | ½ | ½ | ½ |   | ½ | ½  | ½  | ½  | ½  | ½  | 6      |
| 9  | Nils Grandelius (Svezia)         | 2663 | 2700 | 34    | 0 | 0 | ½ | ½ | ½ | 0 | 0 | ½ |   | 1  | ½  | ½  | 1  | 1  | 6      |
| 10 | Jan-Krzysztof Duda (Polonia)     | 2743 | 2666 | 35,75 | ½ | ½ | ½ | ½ | 0 | ½ | ½ | ½ | 0 |    | ½  | ½  | ½  | ½  | 5½     |
| 11 | David Antón Guijarro (Spagna)    | 2679 | 2641 | 30,75 | 0 | ½ | 0 | ½ | 0 | ½ | ½ | ½ | ½ | ½  |    | ½  | ½  | ½  | 5      |
| 12 | Radosław Wojtaszek (Polonia)     | 2705 | 2639 | 30,75 | ½ | 0 | 0 | 0 | ½ | ½ | ½ | ½ | ½ | ½  | ½  |    | ½  | ½  | 5      |
| 13 | Maxime Vachier-Lagrave (Francia) | 2784 | 2633 | 29,75 | ½ | 0 | ½ | 0 | ½ | 0 | ½ | ½ | 0 | ½  | ½  | ½  |    | 1  | 5      |
| 14 | Alexander Donchenko (Germania)   | 2668 | 2554 | 23    | ½ | ½ | 0 | 0 | 0 | ½ | 0 | ½ | 0 | ½  | ½  | ½  | 0  |    | 3½     |

### Spareggio
| Giocatore          | L1 | L2 | A | Totale |
| ------------------ | -- | -- | - | ------ |
| Jorden Van Foreest | ½  | ½  | 1 | 2,0    |
| Anish Giri         | ½  | ½  | 0 | 1,0    |